# Nepotizmus
A nepotizmus a hatalmi pozíciók és a vele járó előnyök (vagyon, befolyás stb.) olyan elosztása, mikor a döntéshozók a rokonaikat, barátaikat részesítik előnyben a szakmai szempontok szerint alkalmasabb, felkészültebb, kompetensebb jelentkezőkkel szemben.

## Etimológia
A szó a latin nepos szóból ered, melynek jelentése „unokaöcs” vagy „unokatestvér”. Köznyelvi szinonimája az "urambátyám viszony" és a "csókos" kifejezés.
A fogalmat eredetileg arra használták, hogy a középkori pápák a közeli rokonaikat nevezték ki a püspöki székekbe és más befolyásos pozíciókba.

## Nevezetes politikai példák
A politikai életben gyakori, hogy egy hatalmi pozícióban lévő ember közeli rokona szintén magas rangot nyer minden látható képesítés vagy teljesítmény nélkül, ez főleg a diktatórikus vagy autokrata rendszerekre jellemző, de demokráciákban is van rá példa. A dinasztikus hatalomgyakorlás irányába mutató példák egyes – alkotmányuk szerint nem monarchikus – országokból:
- Azerbajdzsán: Heydər Əliyev elnök megromlott egészsége miatt 2003-ban visszavonult, és fiát, a miniszterelnök İlham Əliyevet tette meg utódjául. Apja két hónappal később meghalt, azóta İlham Əliyev az Új Azerbajdzsán Pártot is vezeti.
- Szíria: Háfez al-Aszad elnök halála után fia, Bassár el-Aszad került hatalomba, annak ellenére, hogy az ország akkori alkotmánya szerint még túl fiatal volt ehhez.
- Maldív-szigetek: egy időben az elnök, Maumoon Abdul Gayyoom tizenhárom testvére, mostohatestvére és osztálytársa kapott pozíciót a kormányban.
- Észak-Korea: A hatalmat Kim Ir Szen – a „Nagy Vezér” – halála (1994) után fia, Kim Dzsongil – a „Kedves Vezér” – vette át, mint a Koreai Néphadsereg Legfőbb Parancsnoka és a Koreai Munkáspárt főtitkára. Az ő 2011-es halála után az unoka, Kim Dzsongun – a „Reggeli Csillag Királya”[3] – vette át a hatalmat.
- Románia: Nicolae Ceaușescu diktátor családtagjai évtizedeken át „uralták” az országot.[4][5]

Elena Băsescut, Traian Băsescu államfő lányát 2009-ben választották be az Európai Parlament képviselői közé, annak ellenére, hogy nem volt különösebb szakmai vagy politikai tapasztalata.
Nemcsak egyenesági leszármazottak részesülhetnek, és nem csupán politikai pozícióban, hanem egyéb rokonok (testvér, házastárs, élettárs, vő stb.) is, akik gazdasági vagy egyéb hatalmi körbe tartozó területen szerezhetnek magas jövedelemmel járó érdekeltségeket, de ide tartozhatnak a különféle baráti közösségekbe tartozó barátok, ismerősök is. 

### Magyarország
Orbán Viktor miniszterelnök a kormányzati pályázatokon és közbeszerzéseken keresztül a rokonoinak és az újgazdag nagytőkés barátainak (mint például Tiborcz Istvánnak vagy Mészáros Lőrincnek) juttatott előnyöket. Veje, Tiborcz, nagyon rövid idő alatt vált milliárdossá. Mészáros, az egykori gázszerelő az ország leggazdagabb embere lett. Ő és családja gyakran pályáztatás nélkül vitte a sok milliárdos közbeszerzéseket. A Reuters 2018-as cikke alapján a miniszterelnökhöz közel álló emberek „híznak” az állami pénzen.

### Egyesült Államok
2017-ben Donald Trump elnökként vejét, Jared Kushnert és lányát, Ivankát (Kushner felesége) a tanácsadóinak szerepkörébe nevezte ki. Sem Jarednek, sem Ivankának nem volt korábbi politikusi vagy közszolgálati tapasztalata. Külföldön gyakran Ivanka Trump vezette az Egyesült Államok elnöki küldöttségét. 2020-ban Donald Trump a fia, Eric Trump sógorát, Kyle Yunaskát nevezte ki a NASA vezérkari főnök-helyettesi posztjára.
Joe Biden fiának, Hunter Bidennek kokainfüggőség alatt illegálisan vásárolt lőfegyver birtoklása miatt kellett bíróság elé állnia. Joe Biden teljes és feltétel nélküli kegyelmet adott fiának, beleértve minden potenciálisan elkövetett bűncselekményre 2014 január 1-ig visszamenőleg.

## Példák a magyar történelemből
Az egyik legismertebb eset az volt, amikor 1486-ban Mátyás király a feleségének, Aragóniai Beatrixnak az akkor mindössze hét éves unokaöccsét, Estei Hippolitot esztergomi érsekké nevezte ki. (A kinevezésbe VIII. Ince pápa csak egy évvel később és bizonyos feltételekkel egyezett bele.)

## Példák akatolikus egyházból

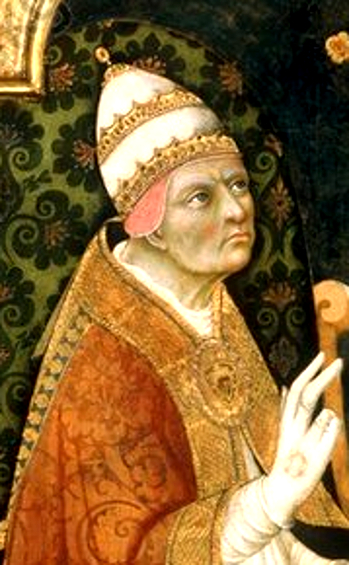
III. Kallixtusz pápa is bőkezűen osztogatott rokonainak

10–11. század: XII. János pápa (ur. 955 – 963), VIII. Benedek pápa (ur. 1012 – 24), XIX. János pápa (ur. 1024 – 32) és IX. Benedek pápa (ur. 1032 – 45) túlzottan kedveztek rokonaiknak, s nekik nagyszámú egyházi javadalmat és előkelő világi (állami vagy városi) hivatalt juttattak.
13. sz: III. Miklós pápa (ur. 1277 – 80), majd az avignoni fogság idején V. Kelemen pápa (ur. 1305 – 14) és VI. Kelemen pápa (ur. 1342 – 52), a nyugati egyházszakadás idején IX. Bonifác pápa (ur. 1389 – 1404) és XII. Gergely pápa (ur. 1406 – 15).
15-16. sz: a nepotizmus tetőpontjára hágott: egyes pápák magának az Egyházi Államnak a területeit is nemcsak hűbérül adták rokonaiknak, hanem valósággal világi hercegségekké alakították át azokat, s úgy osztották szét nekik. Legmesszebb e téren III. Kallixtusz (Borgia, ur. 1455 – 58), II. Piusz pápa (Piccolomini, ur. 1458 – 64), IV. Szixtusz pápa (della Rovere, ur. 1471 – 84), VIII. Ince pápa (Cibo, ur. 1484 – 92), VI. Sándor pápa (Borgia, ur. 1492 – 1503), X. Leó pápa (Medici, ur. 1513 – 21), VII. Kelemen pápa (Medici, ur. 1523 – 34), III. Pál pápa (Farnese, ur. 1534 – 49) és IV. Pál pápa (Caraffa, ur. 1555 – 59) mentek. Utóbbi azonban később mereven szembehelyezkedett a nepotizmussal.
Később is akadtak pápák, akik családjukat gazdagították: V. Pál pápa (Borghese, ur. 1605 – 21), VIII. Orbán pápa (Barberini, ur. 1623 – 44), VII. Sándor pápa (Chigi, ur. 1655 – 67), majd utánuk a nepotizmus mindinkább kiveszett. Legerélyesebben a nepotizmus ellen V. Piusz pápa (ur. 1566 – 72) és XII. Ince pápa (ur. 1691 – 1700) lépett fel; utóbbi a Romanum decet pontificem bullában megtiltotta, hogy a pápáktól bármely rokonuk pénzt, javadalmat s hivatalokat kaphasson; a pápának rokonait még szegénységükben is csak úgy szabad segíteni, mint bármely más szegényeket. Ettől kezdve a nepotizmus fokozatosan megszűnt.

## Külső hivatkozások
- A miniszterek családjai, barátai és üzletfelei  – Fn.hu, 2007. június 1.